# Orcula jetschini
Orcula jetschini is een slakkensoort uit de familie van de Orculidae. De wetenschappelijke naam van de soort is voor het eerst geldig gepubliceerd in 1883 door M. von Kimakowicz.